# Jan van Gelderprijs
De Jan van Gelderprijs is een tweejaarlijkse prijs die wordt uitgereikt door de Vereniging van Nederlandse Kunsthistorici voor een waardevolle publicatie op het gebied van de beeldende kunsten, architectuur en toegepaste kunsten.
De prijs, genoemd naar de Utrechtse kunsthistoricus Jan Gerrit van Gelder, werd in 1985 op voorstel van professor Anton Boschloo in het leven geroepen en was oorspronkelijk jaarlijks. De Jan van Gelderprijs is bedoeld als aanmoediging voor een jonge en veelbelovende Nederlandse kunsthistoricus. De auteur van deze publicatie dient bij het verschijnen ervan niet ouder dan 35 jaar te zijn en kan de prijs slechts eenmaal krijgen. Publicaties uit de twee jaar voorafgaand aan de jurering komen in aanmerking. Zij moeten voldoen “aan de algemeen geldende wetenschappelijke eisen en getuigen van oorspronkelijkheid”. De laureaat ontvangt een bedrag van € 1000,- en een trofee, ontworpen door Daphna Laurens.
In 2017 is besloten de prijs tweejaarlijks uit te reiken. 

## Prijswinnaars
2024: Saskia Quené
2022: Frouke van Dijke
2020: Joyce Zelen
2018: Mireille Cornelis
2017: —
2016: Sara van Dijk
2015: —
2014: Claartje Wesselink
2013: Luce Beeckmans
2012: Marjolein Bol
2011: Eva Rovers
2010: Louis van den Hengel
2009: Wibo Bakker en Thijs Weststeijn
2008: —
2007: A. Janssen
2006: J. de Haan
2005: K. Jonckheere
2004: G. van der Wal
2003: O. Velthuis
2002: M. Hageman
2001: S. Lütticken, B. de Klerck
2000: —
1999: —
1998: P. Brouwer
1997: E. Kolfin
1996: —
1995: M. de Winkel
1994: E. van Binneke
1993: —
1992: M. Kwakkelstein
1991: L. Helmus
1990: G. Kieft
1989: B.C.M. van Hövell tot Westerflier-van Hellenberg Hubar
1988: —
1987: J.L. de Jong
1986: J.A. de Haan
1985: L. van Tilborg